# خوان مانوئل داویلا
خوان مانوئل داویلا (اسپانیایی: Juan Manuel Dávila‎؛ زادهٔ ۷ مهٔ ۱۹۶۳) بازیکن فوتبال اهل گواتمالا بود.
از باشگاه‌هایی که در آن بازی کرده است می‌توان به باشگاه فوتبال آئورورا اشاره کرد.
وی همچنین در تیم ملی فوتبال گواتمالا بازی کرده است.